# Ruth Curtain
Pour les articles homonymes, voir Curtain.
Ruth Frances Curtain (née le 16 juillet 1941 et morte le 18 mars 2018) est une mathématicienne australienne qui a travaillé pendant de nombreuses années aux Pays-Bas en tant que professeure de mathématiques à l'université de Groningue. Ses recherches portent sur les systèmes linéaires en dimensions infinies.

## Formation et carrière
Curtain est née à Melbourne. Elle était la fille d'un peintre en bâtiment, qui voulait qu'elle quitte l'école à l'âge de 14 ans, mais avec le soutien de sa mère, elle a persévéré. Elle a étudié les mathématiques à l'université de Melbourne, où elle obtient son bachelor en 1962, elle est diplômée en éducation en 1963, et obtient une maîtrise en 1965. Elle part à l'université Brown, aux États-Unis, pour des études supérieures en mathématiques appliquées, et a terminé son doctorat en 1969. Sa thèse, Stochastic Differential Equations In A Hilbert Space, a été dirigée par Peter Falb,.
Elle a ensuite rejoint le corps enseignant de l'université Purdue, mais en 1971, elle part à l'université de Warwick. En 1977, elle déménage de nouveau, à l'université de Groningue, où elle restera jusqu'à sa retraite en 2006.

## Prix et distinctions
En 1991 Curtain a été élue fellow de l'Institute of Electrical and Electronics Engineers (IEEE), associée à l'IEEE Control Systems Society (en), « pour ses contributions à la théorie du contrôle stochastique et des systèmes en dimension infinie ».
En 2012, la Society for Industrial and Applied Mathematics a décerné à Curtain le prix Reid pour ses recherches exceptionnelles concernant les équations différentielles et la théorie du contrôle. La citation du prix mentionne Curtain pour ses « contributions fondamentales à la théorie des systèmes en dimension infinie et le contrôle des systèmes gouvernés par des équations aux dérivées partielles et retardées ».

## Ouvrages
- Functional Analysis in Modern Applied Mathematics (avec A. J. Pritchard, Academic Press, 1977)[6]
- Infinite Dimensional Linear Systems Theory (avec A. J. Pritchard, Springer, 1978)[7]
- An Introduction to Infinite-Dimensional Linear Systems Theory (avec Hans Zwart, Springer, 1995)[8]